# Eje Cívico de La Plata

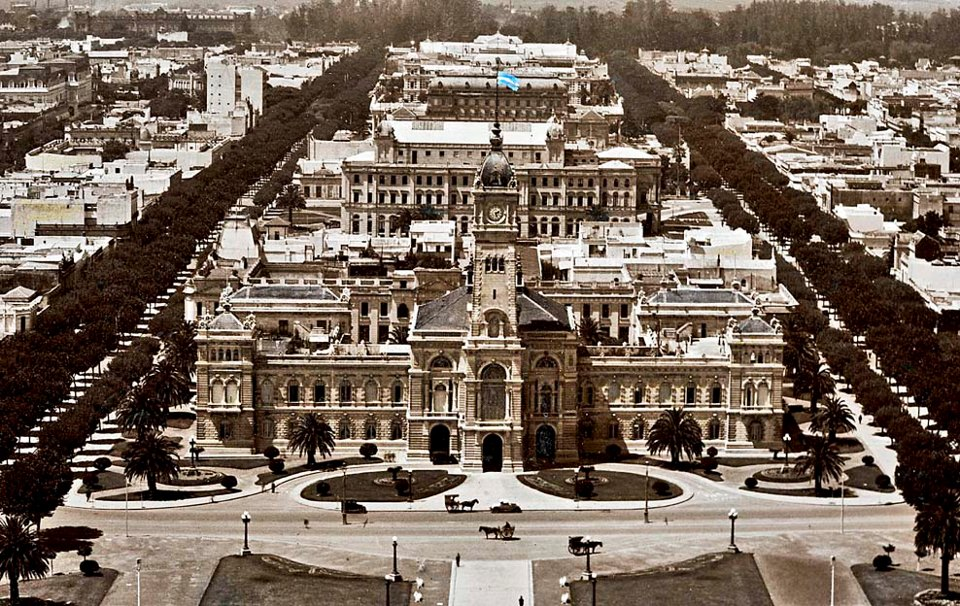
Palacio Municipal, Avenidas 51 y 53 y Eje Cívico de La Plata vistos desde la Catedral en 1932. (Archivo del Ministerio de Infraestructura de la Prov. de Bs. As.)

El Eje Cívico (también conocido como Eje Fundacional o Eje Monumental) de La Plata es un conjunto de edificios públicos de escala monumental que forman el centro cívico de la ciudad, a lo largo de las avenidas 51 y 53, entre las Plazas Moreno y San Martín.
El “eje” fue trazado y planificado por el ingeniero Pedro Benoit por encargo del Gobierno de la Provincia de Buenos Aires a cargo de Dardo Rocha, en el año 1882. El trazado de las calles comenzó ese año, y la construcción de los edificios públicos avanzó durante la siguiente década, aunque se perjudicó con la crisis de 1890.

## Edificios

### Principales
- Catedral de La Plata (1902: inauguración - 1999: terminación)
- Palacio Municipal de La Plata (1888)
- Teatro Argentino (1890: primer edificio - 1999: edificio actual)
- Casa de Gobierno de la Provincia de Buenos Aires (1892)

### Secundarios
- Escuela Normal 1 (1931)
- Palacio Arzobispal de La Plata (1887)
- Centro Administrativo Gubernamental (1987)
- Colegio San José (1920)
- Tribunales Federales de La Plata (Ex Hotel Provincial, 1952)
- Pasaje Dardo Rocha (Exestación “19 de Noviembre”, 1887 - remodelada en 1928)

### Cercanos
Otros edificios públicos de importancia para la ciudad están cercanos al eje de las Avenidas 51 y 53, tales como:
- Centro Cultural Islas Malvinas (Ex Casino de Oficiales del Regimiento 7 de Infantería, 1917)
- Palacio de Justicia (1885)
- Fuero Penal de la Justicia Federal (Ex Dirección de Vialidad, 1884)
- Jockey Club de La Plata (1922)
- Cámara de Diputados de la Provincia de Buenos Aires (Ex Banco Hipotecario Nacional, 1928)
- Ministerio de Seguridad (Ex Departamento de Policía) (1883)
- Casa Curutchet (1947-1960)

- Datos: Q8772714